# Daewoo LeMans
La Daewoo LeMans est une automobile produite par Daewoo Motors de 1986 à 1997. Ce modèle est en réalité une Opel Kadett rebadgée. Lorsqu'elle est restylée, modernisée ou remplacée en 1994, elle a été rebaptisée Daewoo Cielo (Daewoo Nexia en Europe).
Sa remplaçante est la Daewoo Lanos.

## Daewoo LeMans (1986-1994)
En 1986, Daewoo présente la LeMans reposant sur la même plateforme que l'Opel Kadett E.
Le nom est repris d'un ancien modèle Pontiac produit de 1961 à 1983.
En 1994, elle fut remplacée par la Daewoo Cielo basée sur la même plateforme.

### Galerie

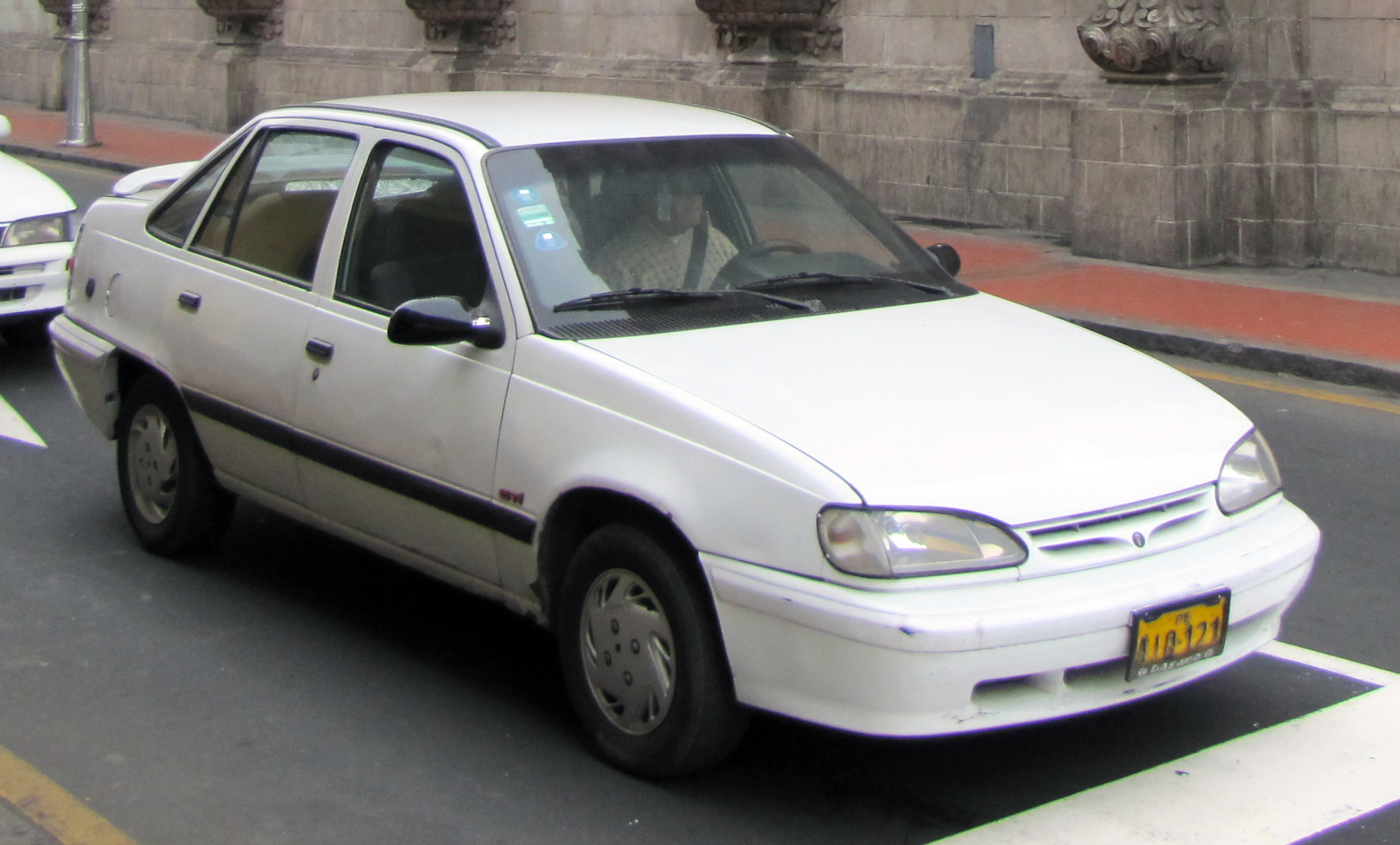
Daewoo Racer 4 portes Phase II (1991 - 1994)
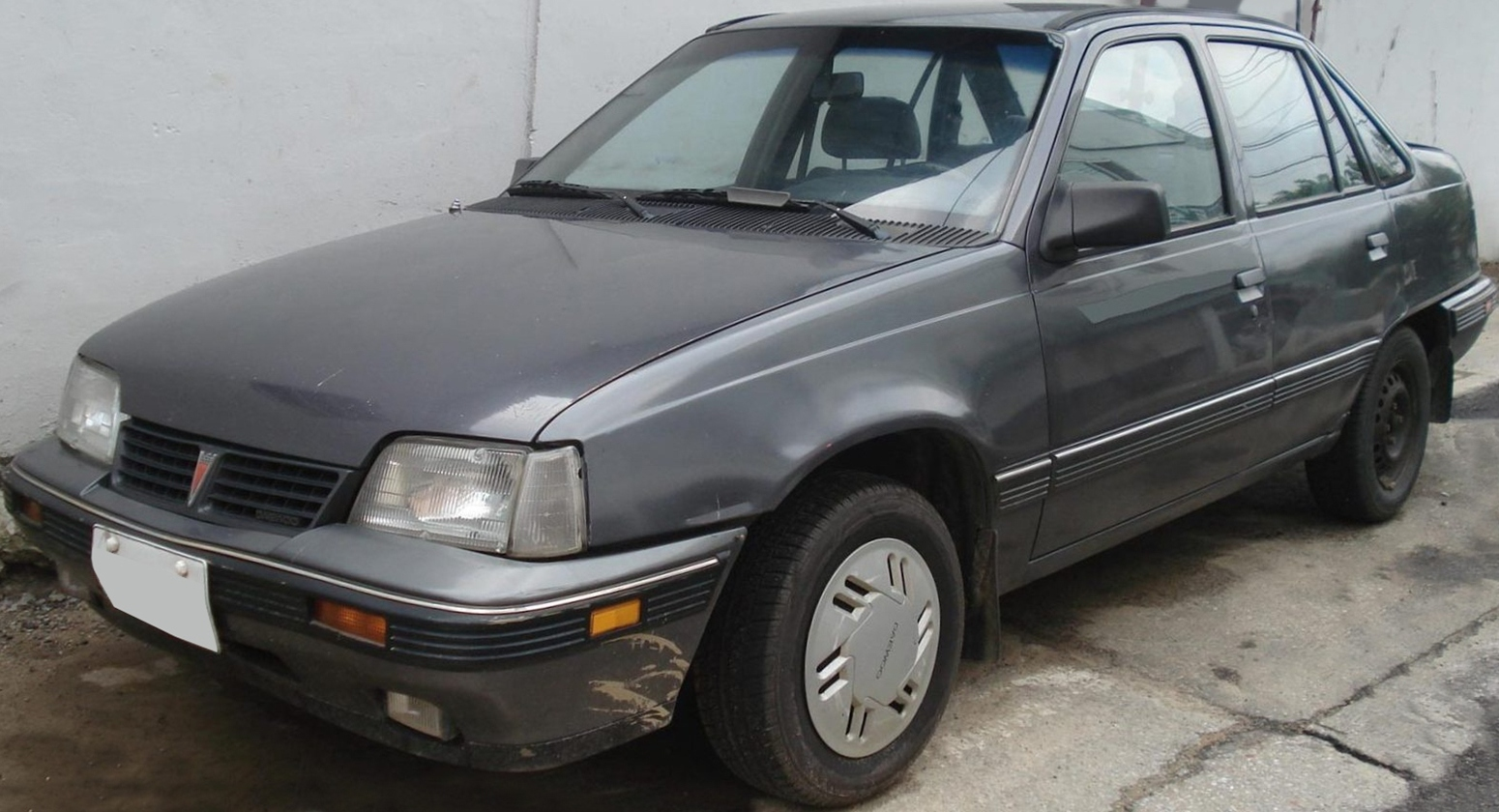
Daewoo LeMans 4 portes Phase I (1986 - 1991)
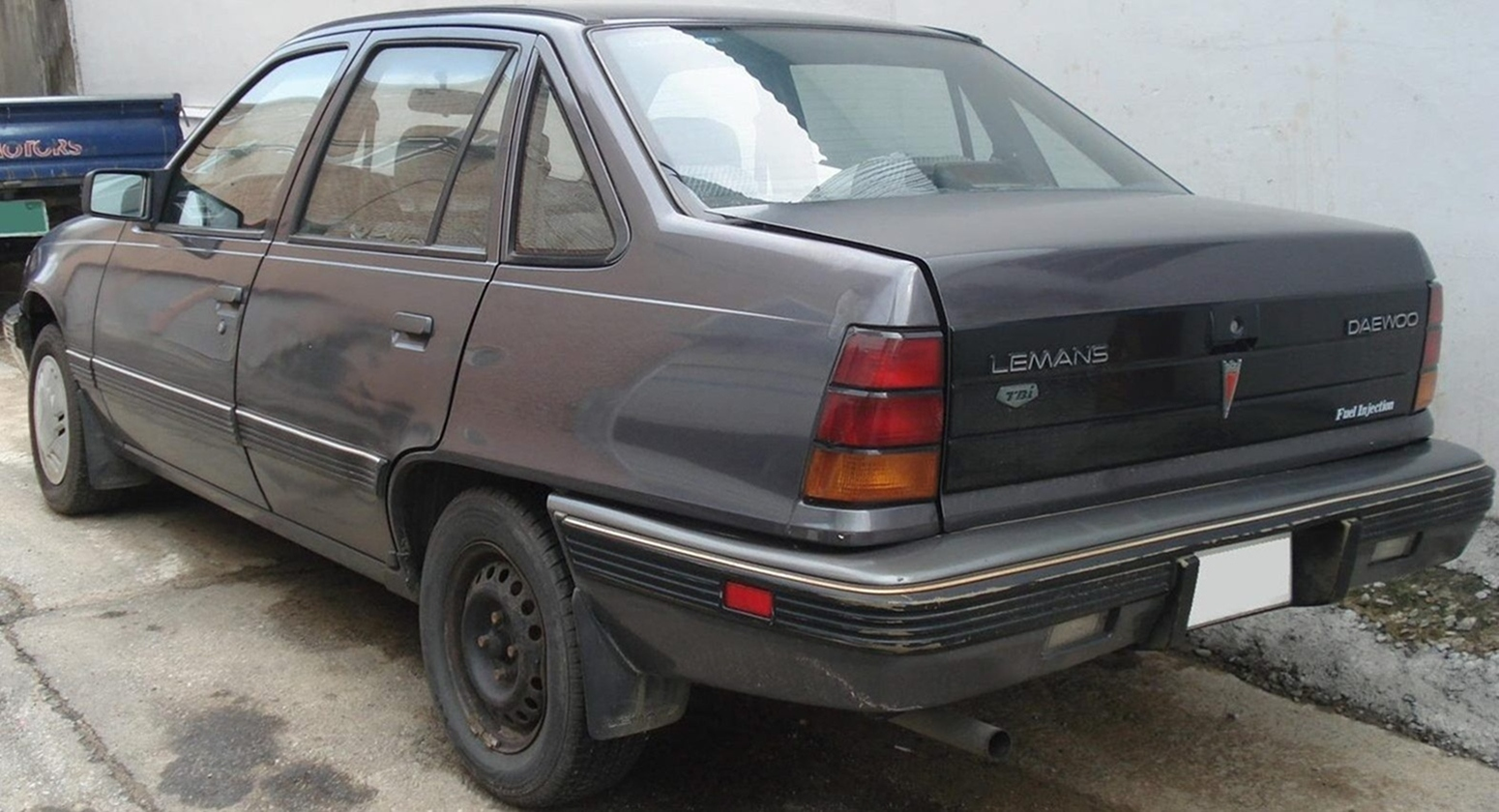
Daewoo LeMans 4 portes Phase I (1986 - 1991)
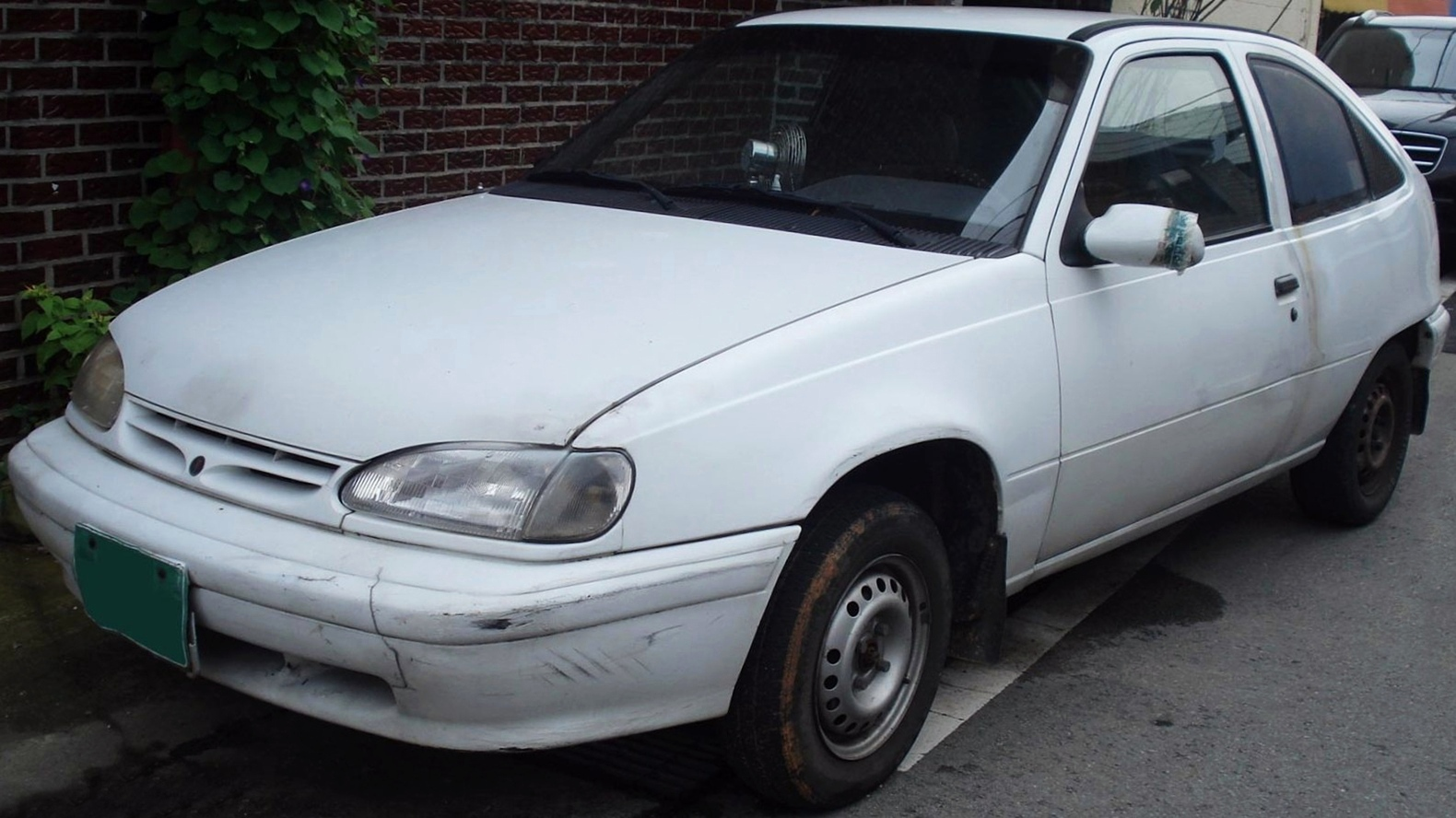
Daewoo LeMans 3 portes Phase II (1991 - 1994)
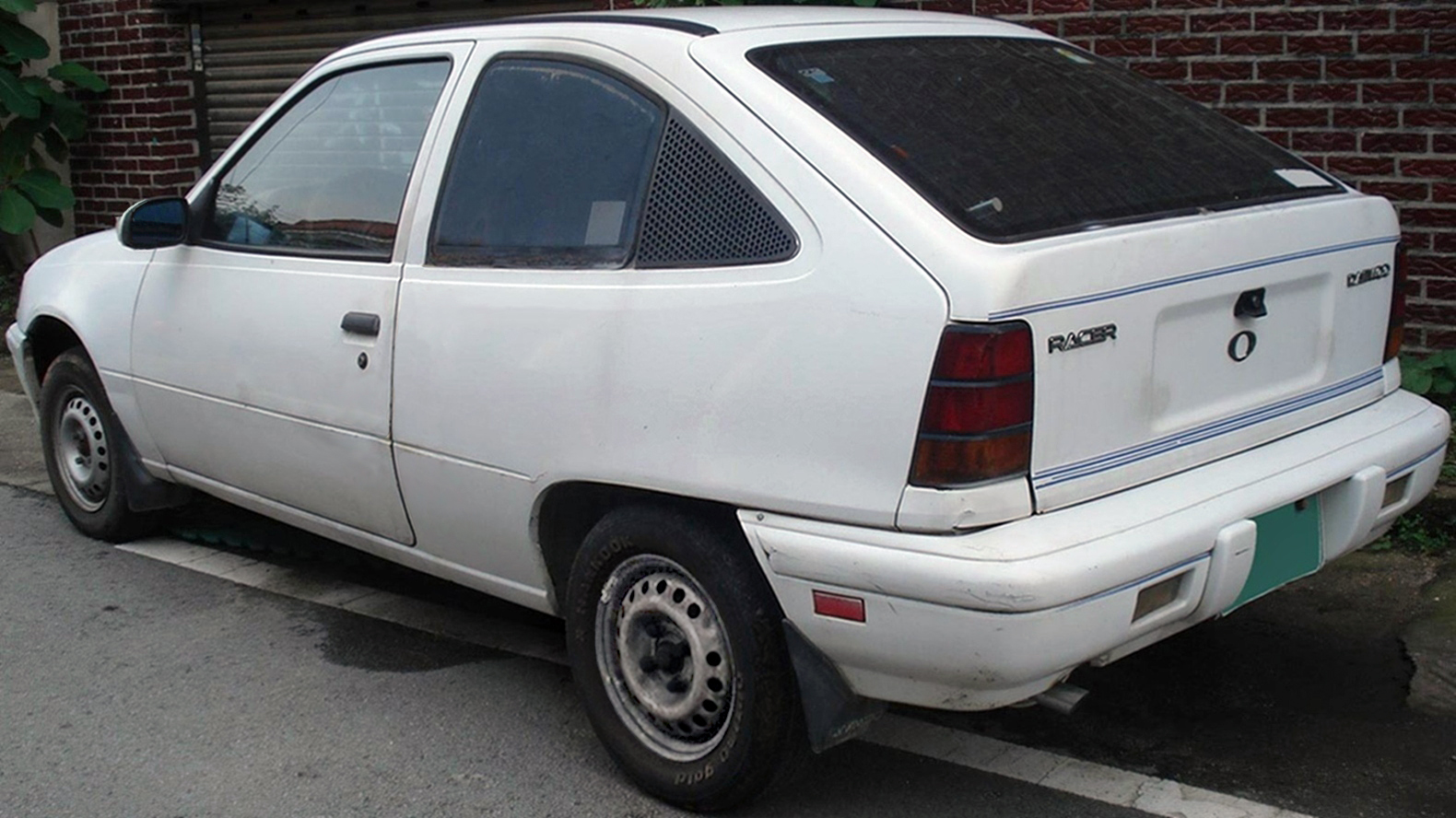
Daewoo LeMans 3 portes Phase II (1991 - 1994)
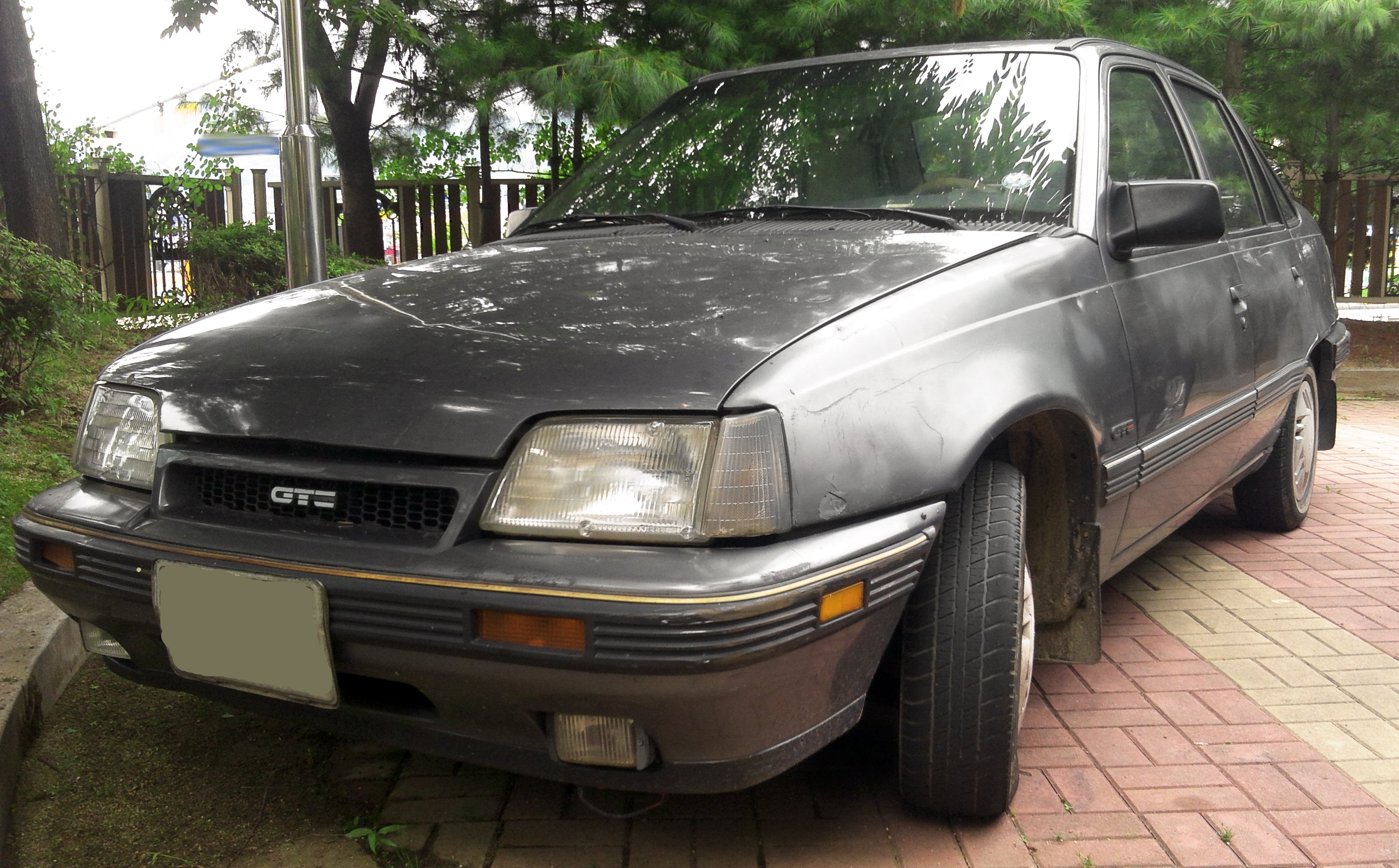
Daewoo LeMans 4 portes Phase I (1986 - 1991)
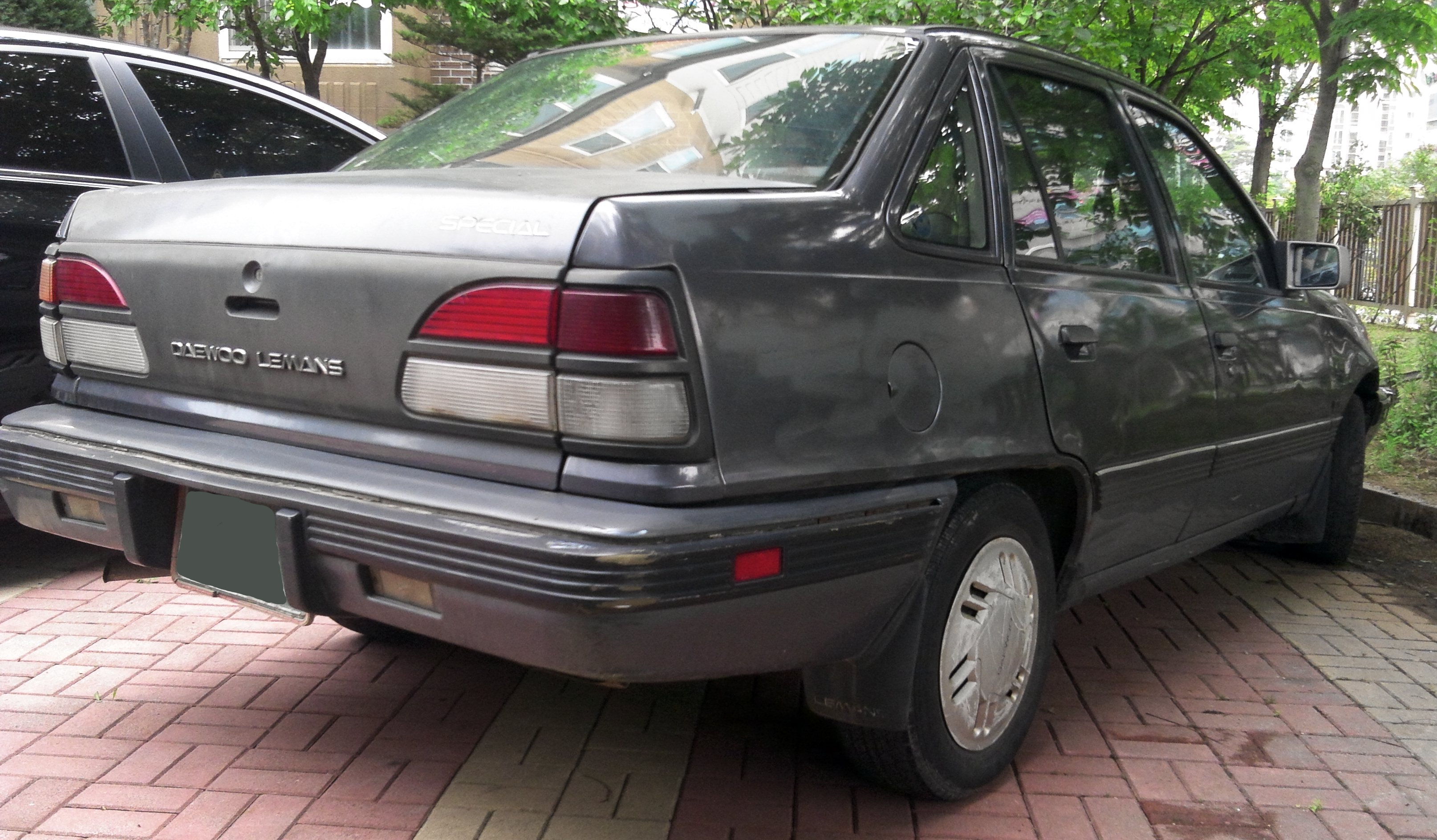
Daewoo LeMans 4 portes Phase I (1986 - 1991)
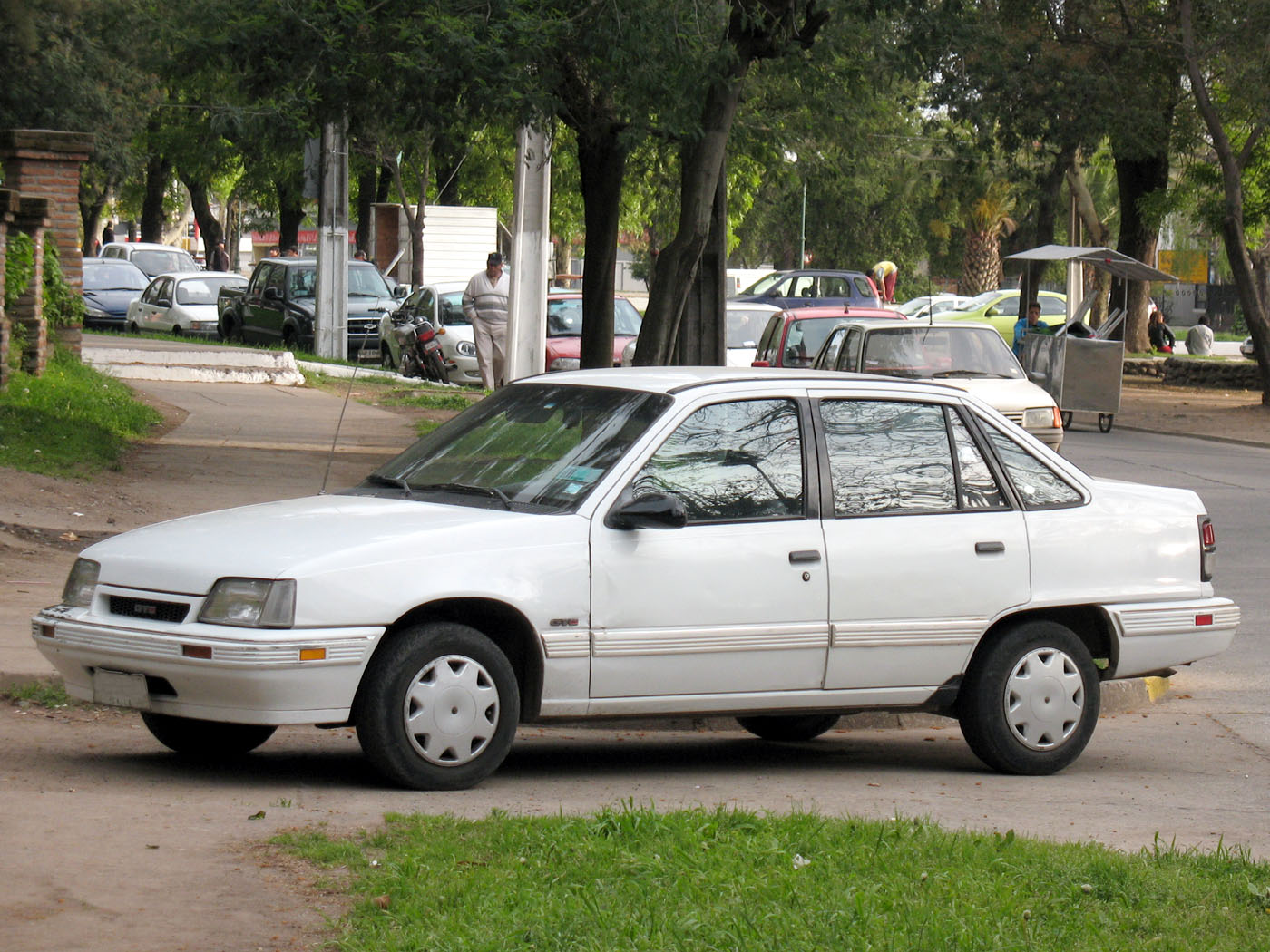
Daewoo Racer Phase I (1986 - 1991)
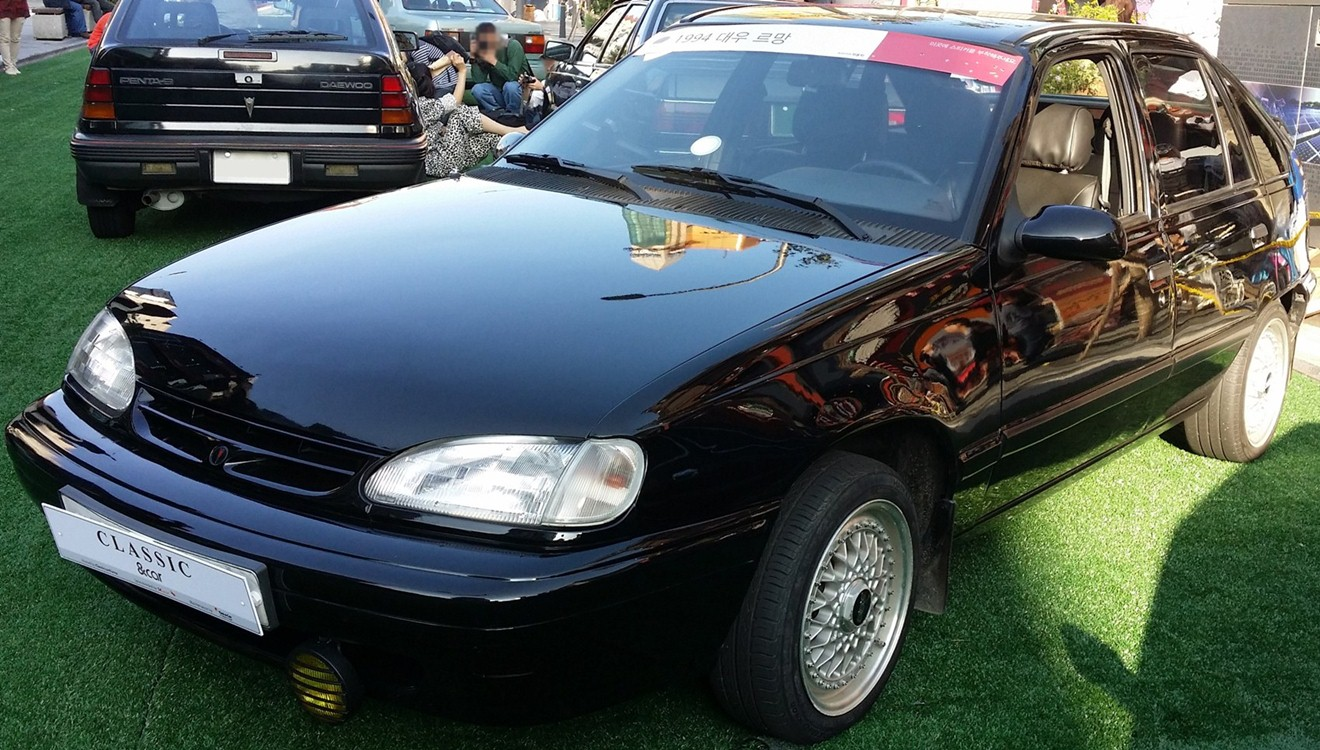
Daewoo LeMans Penta 5 portes Phase II (1991 - 1994)
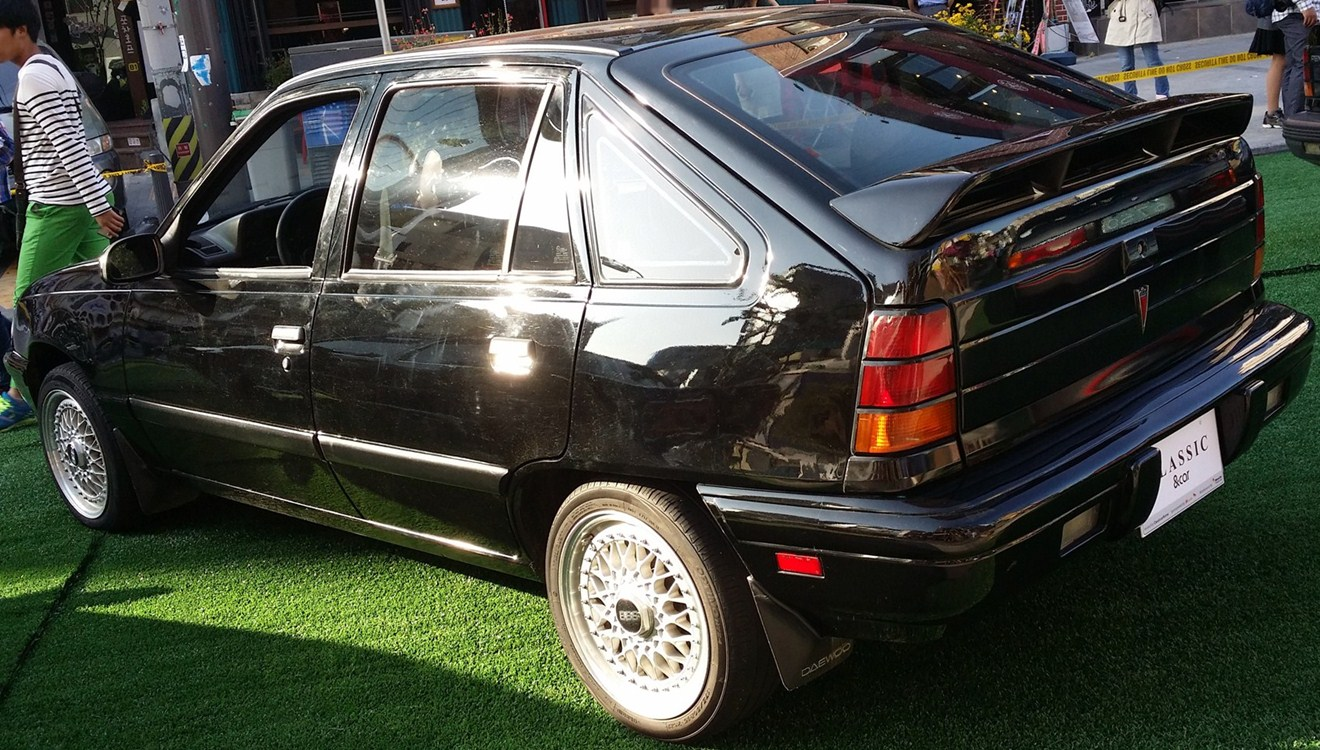
Daewoo LeMans Penta 5 portes Phase II (1991 - 1994)
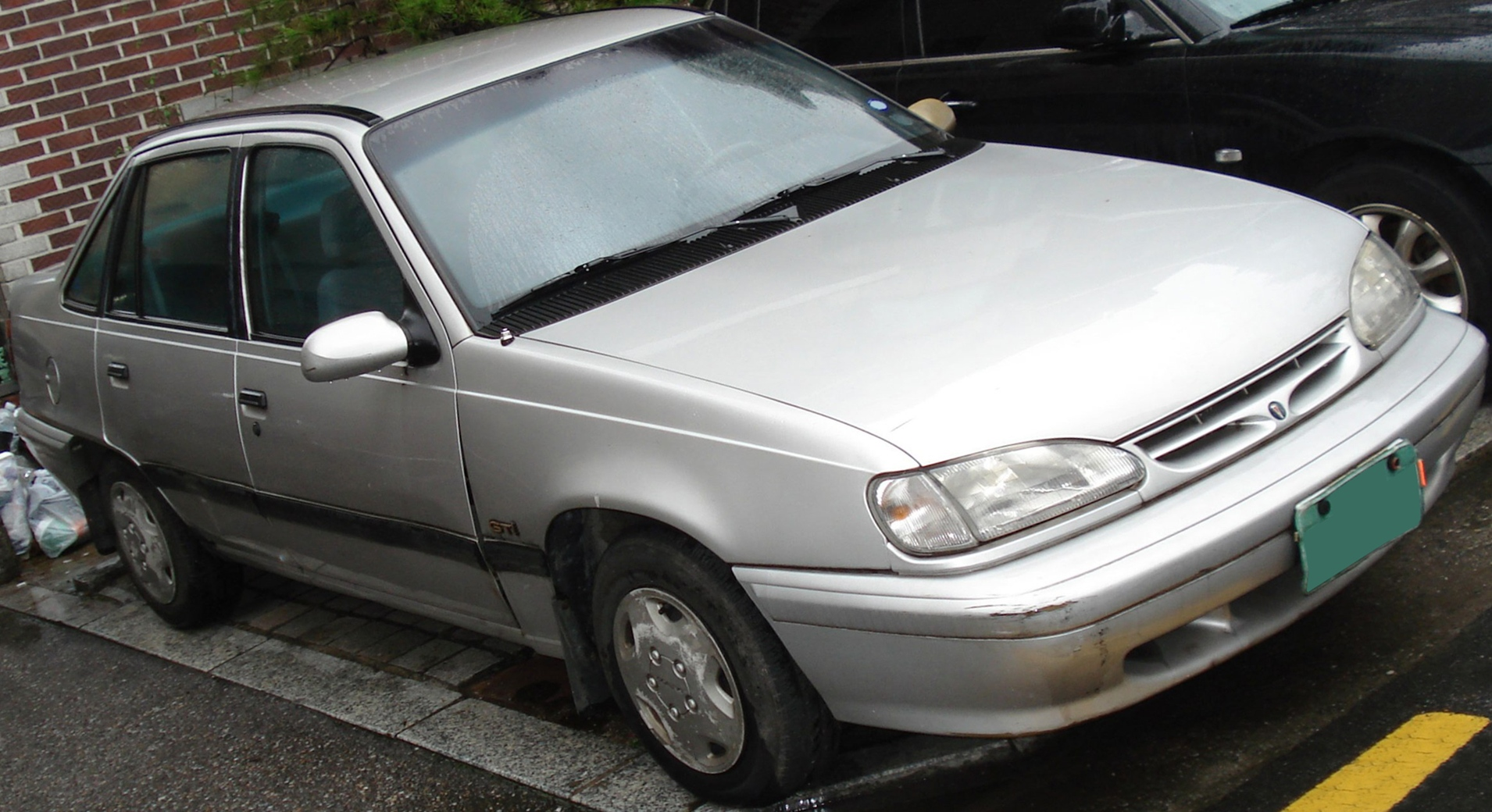
Daewoo LeMans 4 portes Phase II (1991 - 1994)
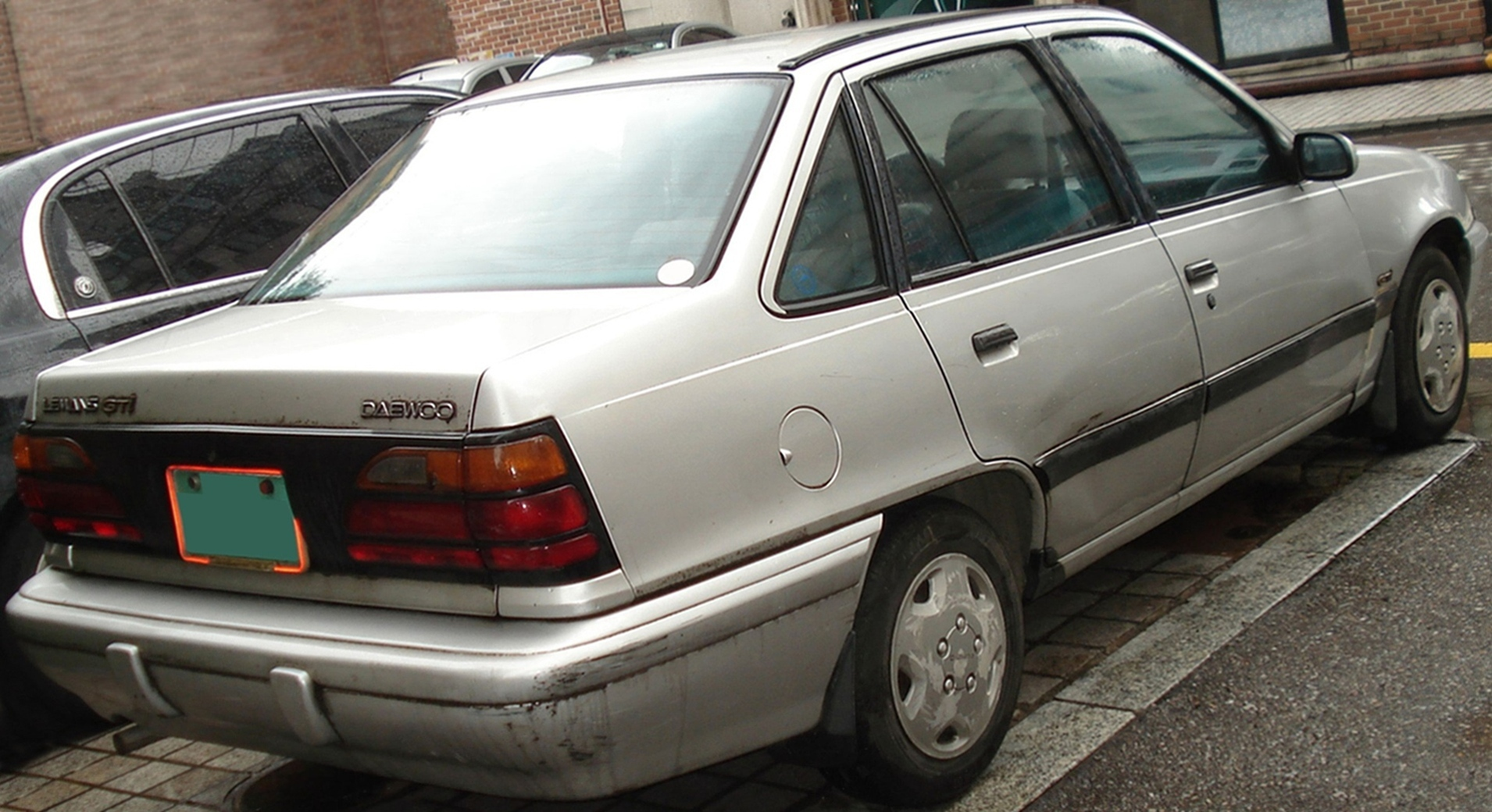
Daewoo LeMans 4 portes Phase II (1991 - 1994)
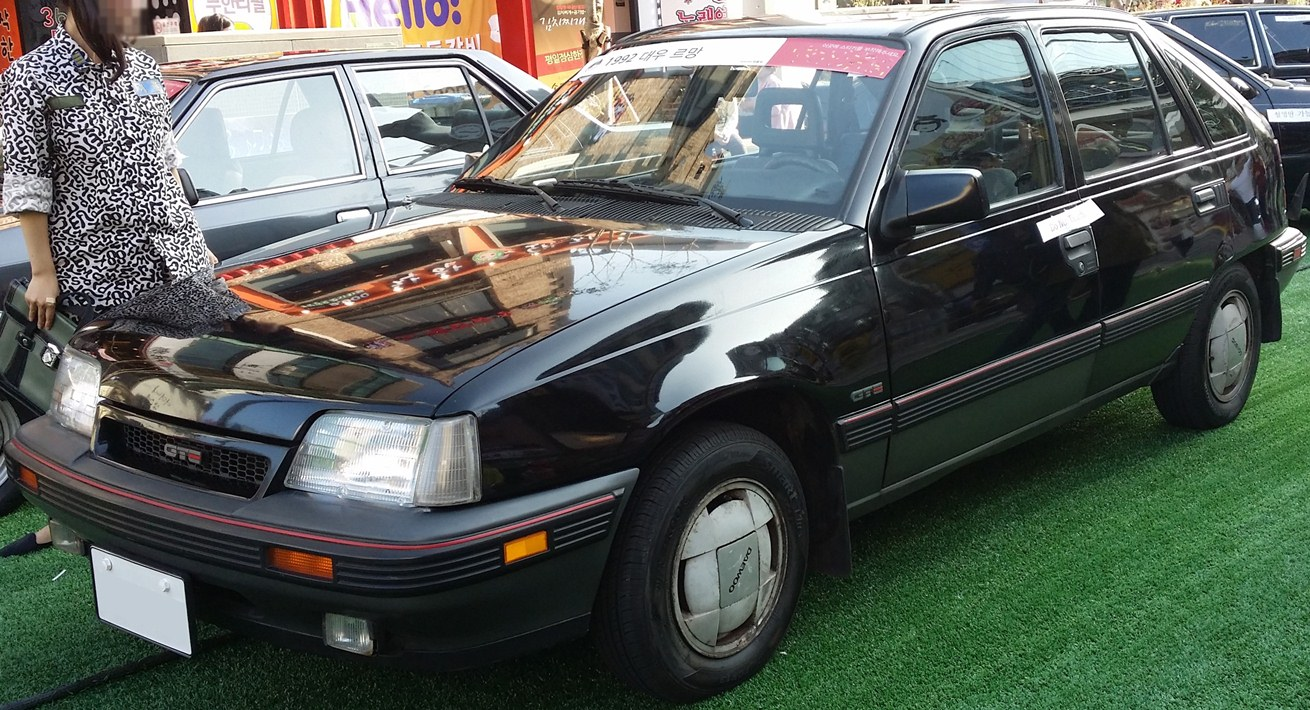
Daewoo LeMans Penta 5 portes Phase I (1986 - 1991)
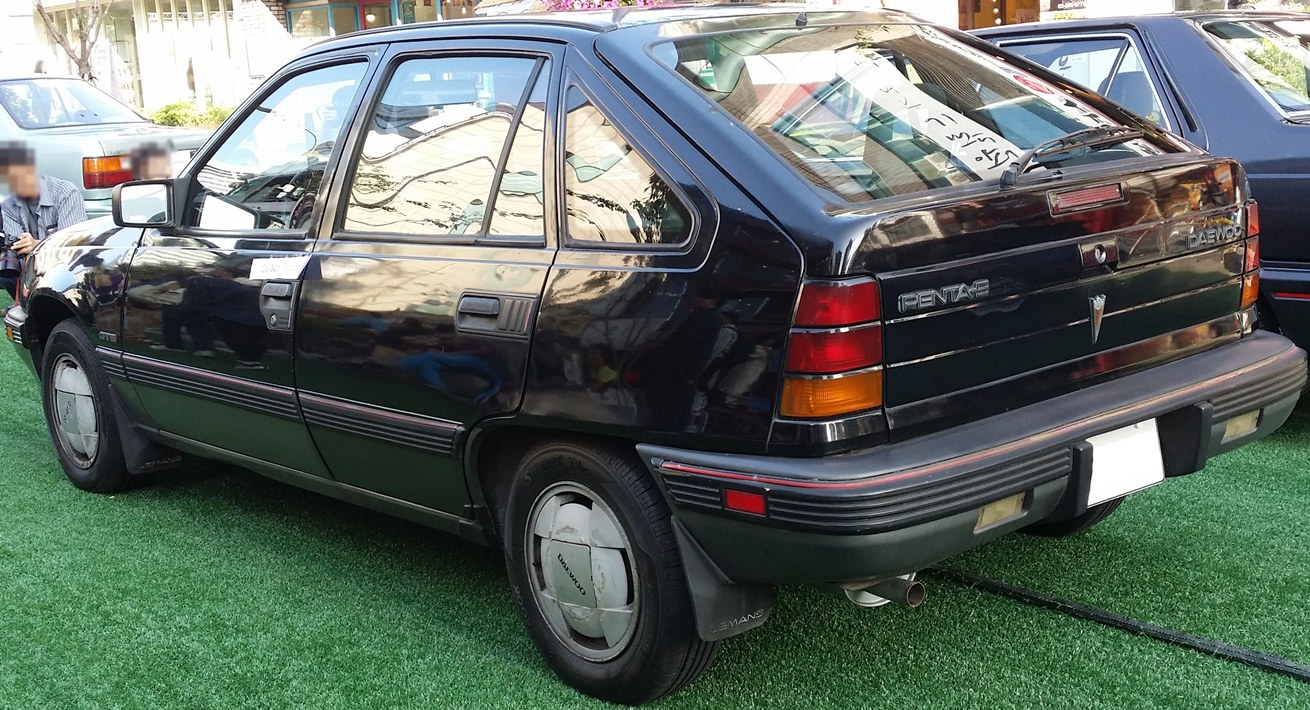
Daewoo LeMans Penta 5 portes Phase I (1986 - 1991)
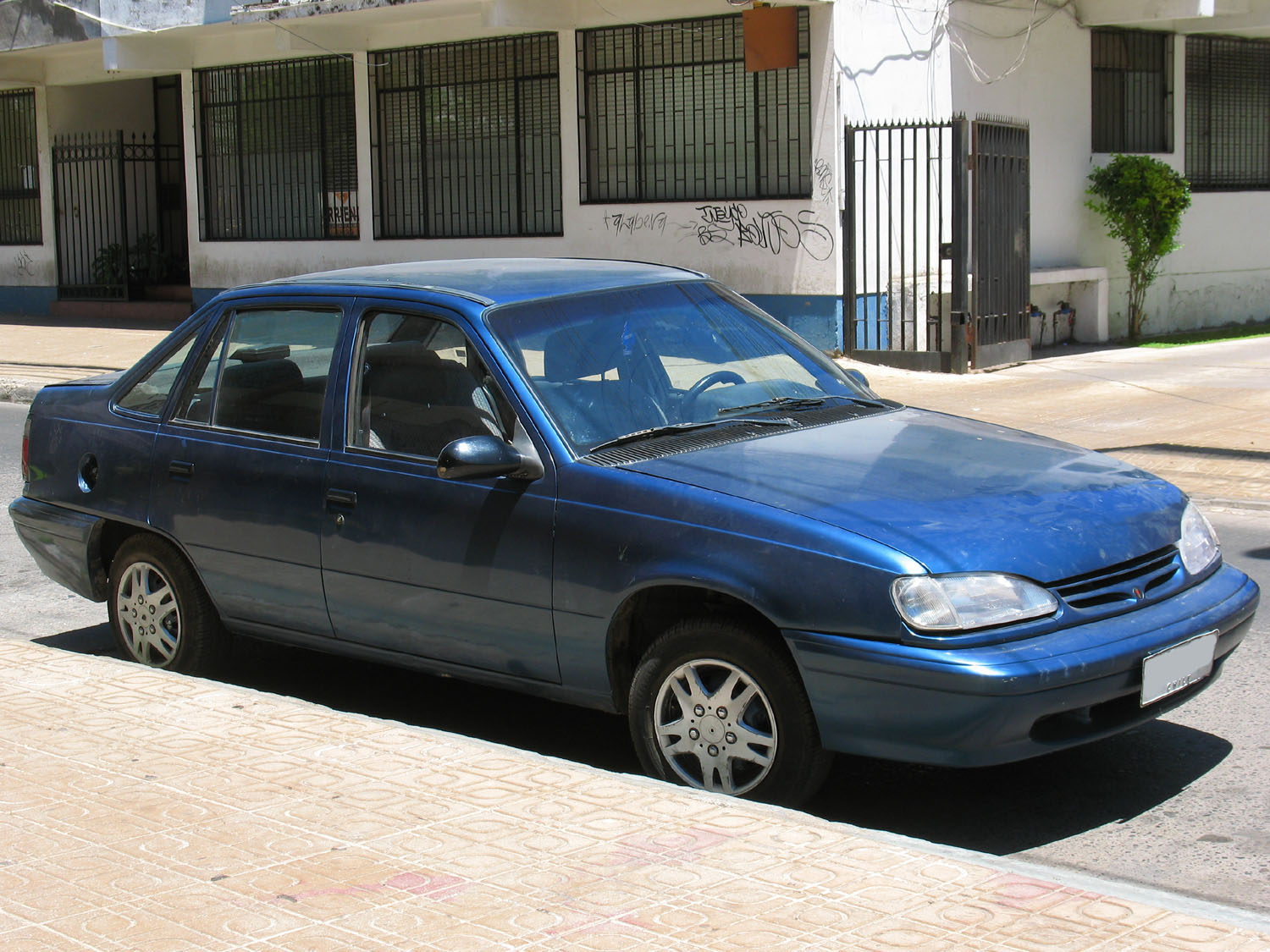
Daewoo Pointer (1997 - 2008)
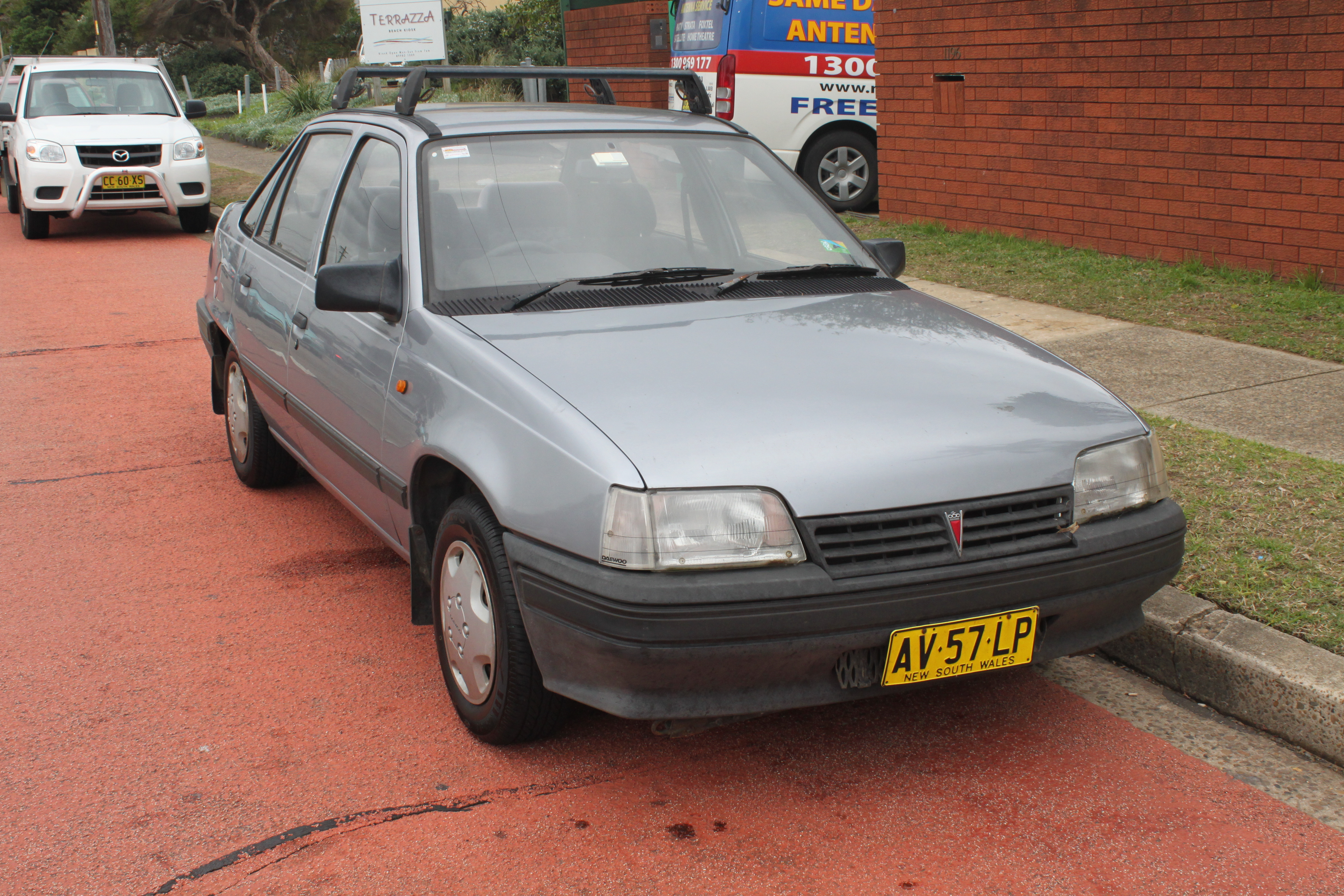
Daewoo 1.5i 4 portes
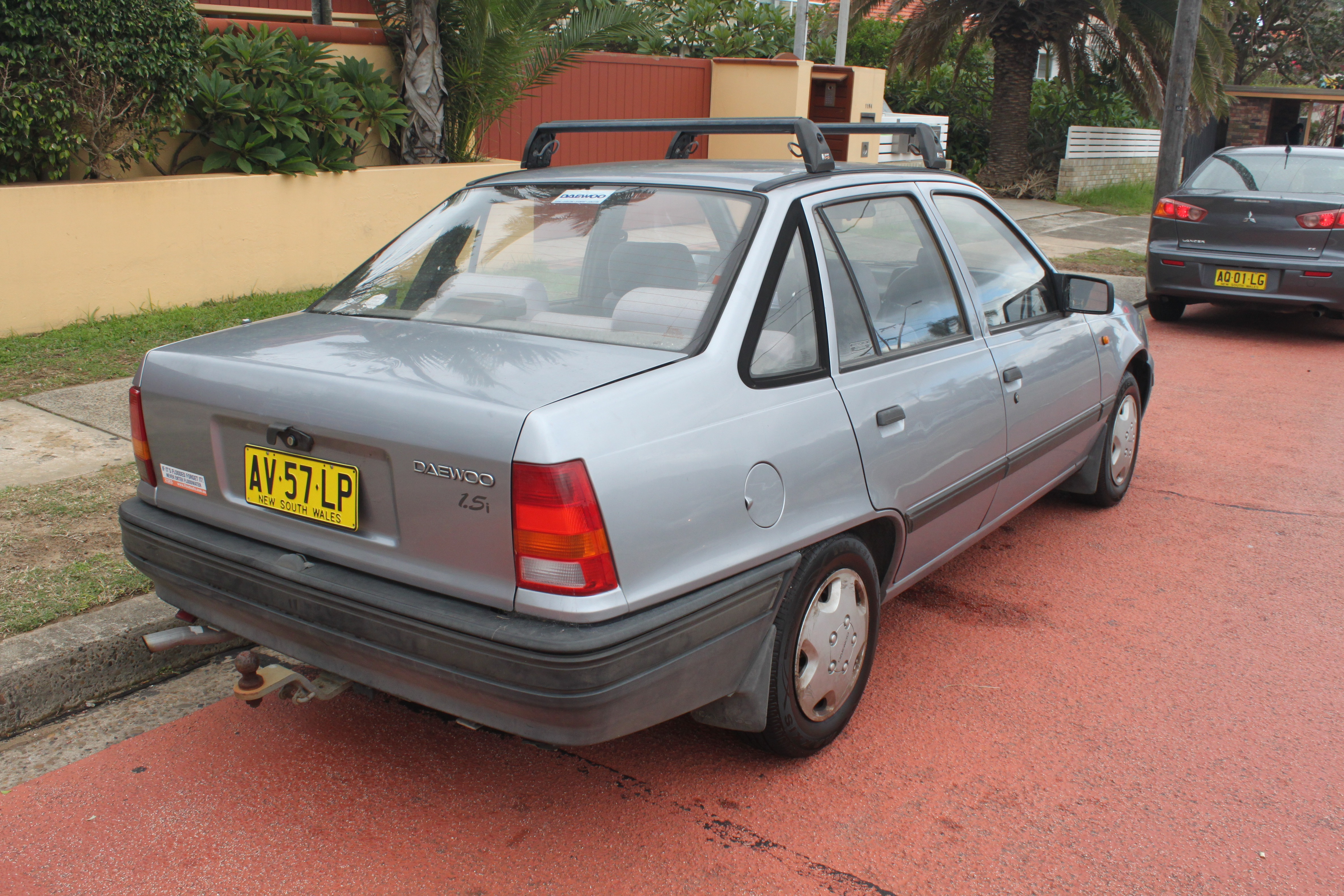
Daewoo 1.5i 4 portes
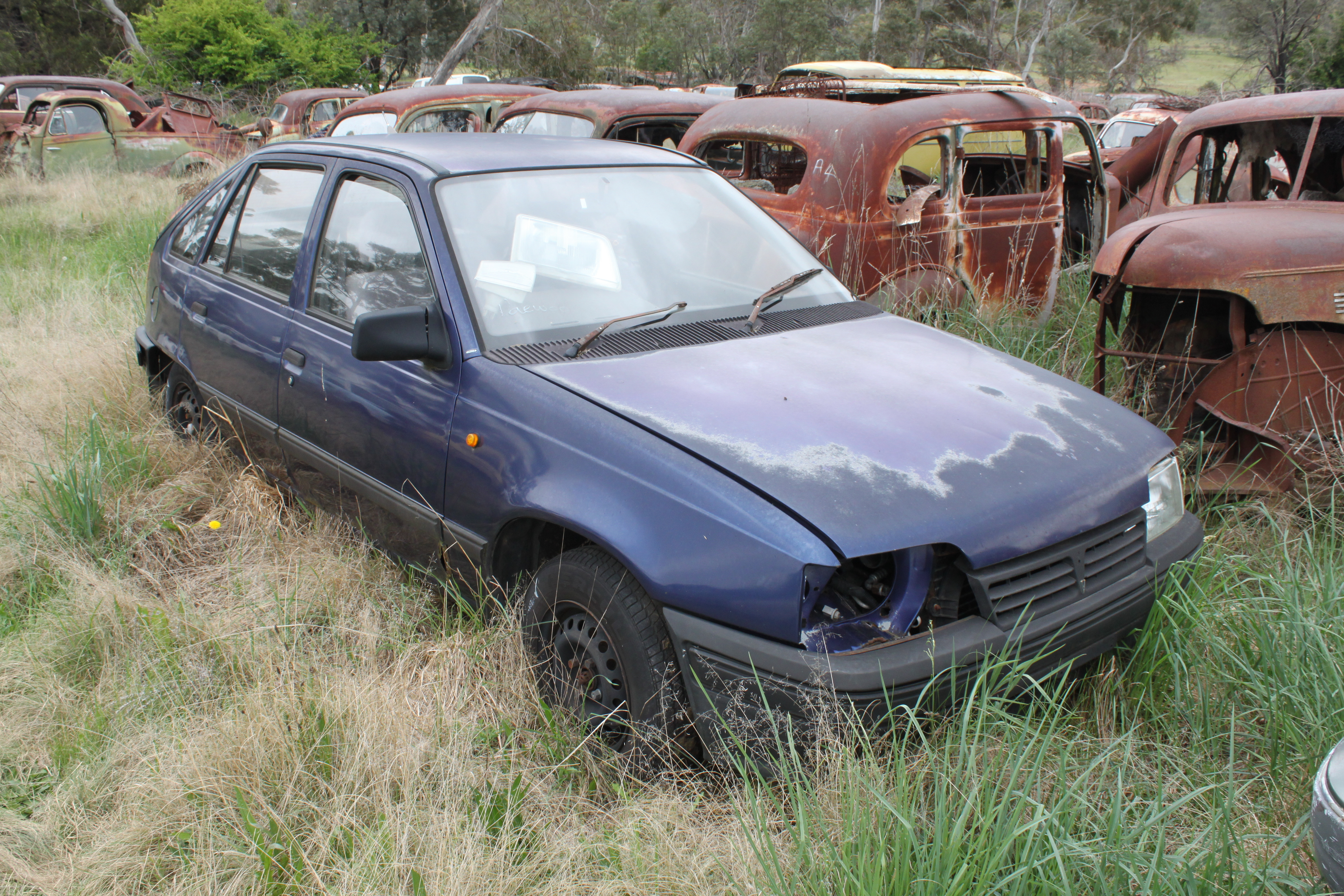
Daewoo Racer 5 portes

## Daewoo Cielo (1994-2015)
En septembre 1994, sort la Daewoo Cielo en remplacement de la LeMans et reposant sur la même plateforme que l'Opel Kadett comme sa devancière. En Europe, elle est appelée Nexia. Disponible en 3, 4 et 5 portes, elle était commercialisée en Ukraine, en Russie et en Roumanie. Les feux arrière sont semblables à ceux de la Daewoo Racer Phase 2 sauf que la bande noire qui les relie a disparu.
En 1997, elle fut remplacée par la Daewoo Lanos pour la version polyvalente et la Daewoo Nubira pour la version compacte.
Elle continue à être produite jusqu'en 2013 après un restylage en 2008 qui l'a rebaptisée UzDaewoo Nexia 2 (phares, feux arrière redessinés) où elle est fabriquée en Ouzbékistan, alors que les versions 3 et 5 portes ont disparu.

### Galerie

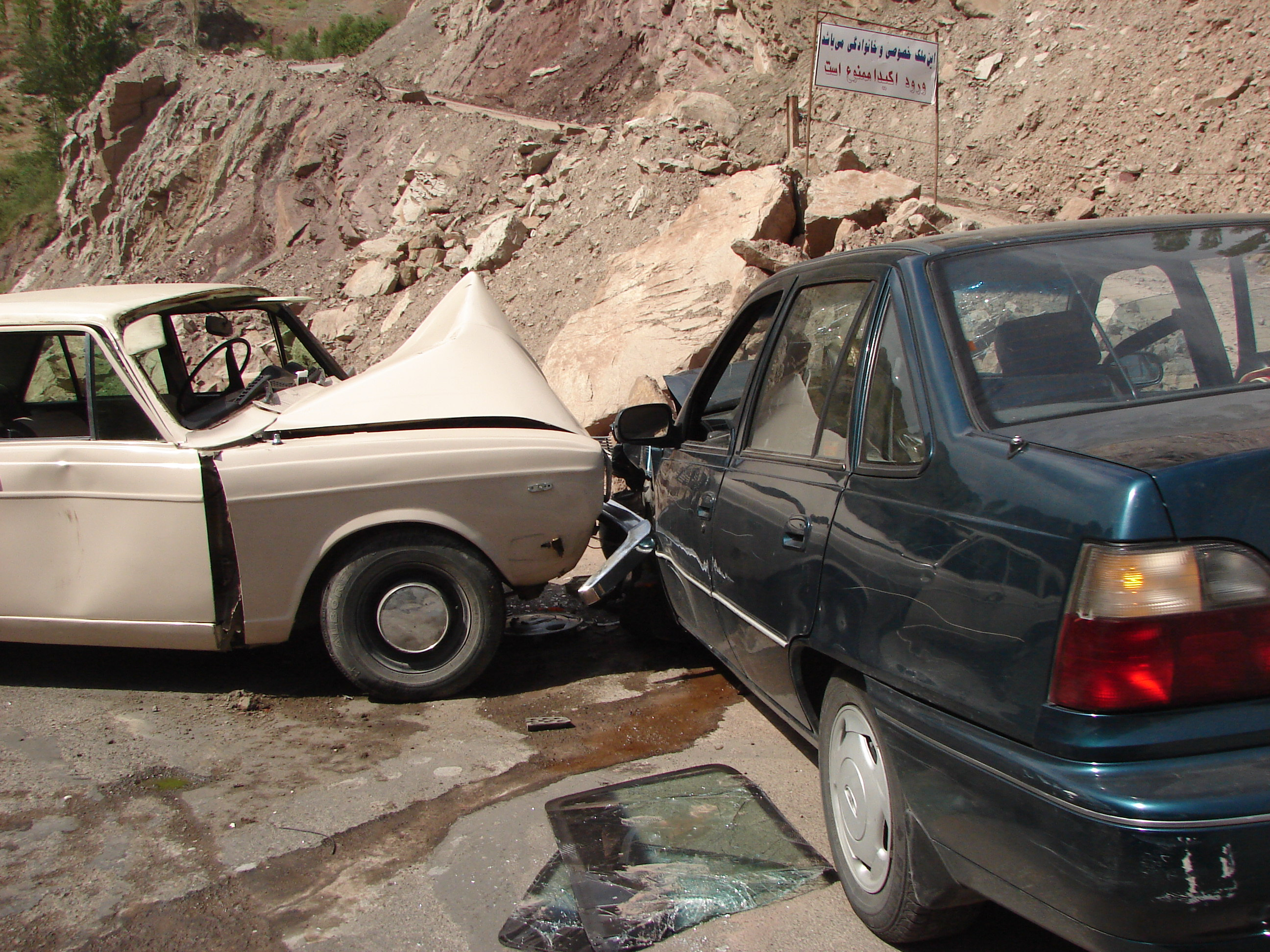
Daewoo Cielo/Nexia Phase I 4 portes.
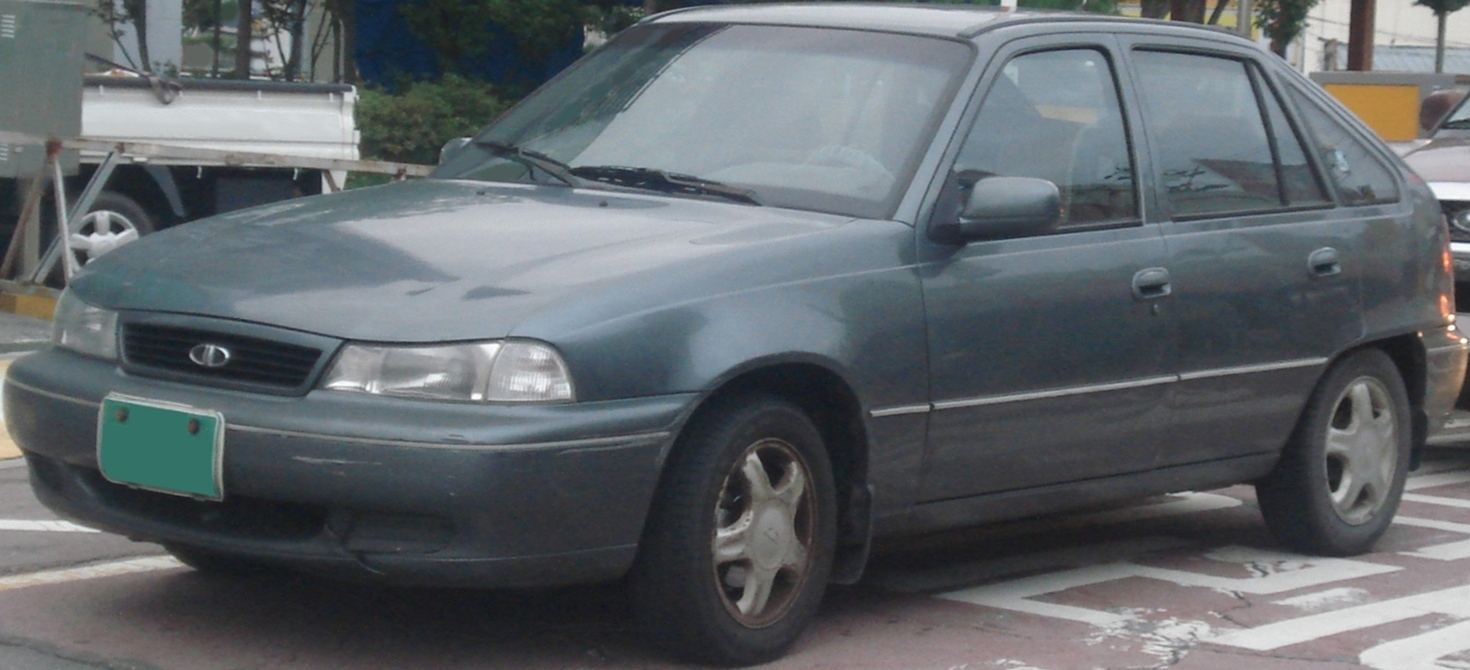
Daewoo Cielo/Nexia 5 portes.
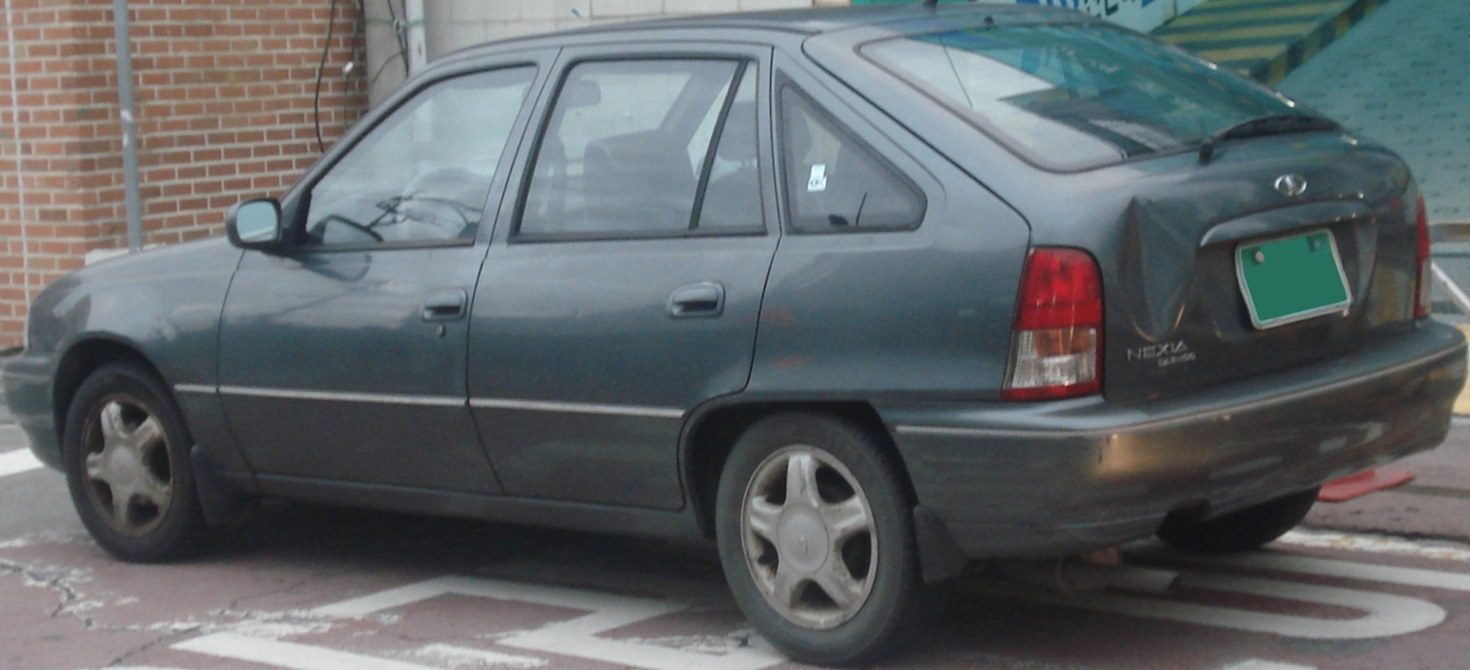
Daewoo Cielo/Nexia 5 portes.
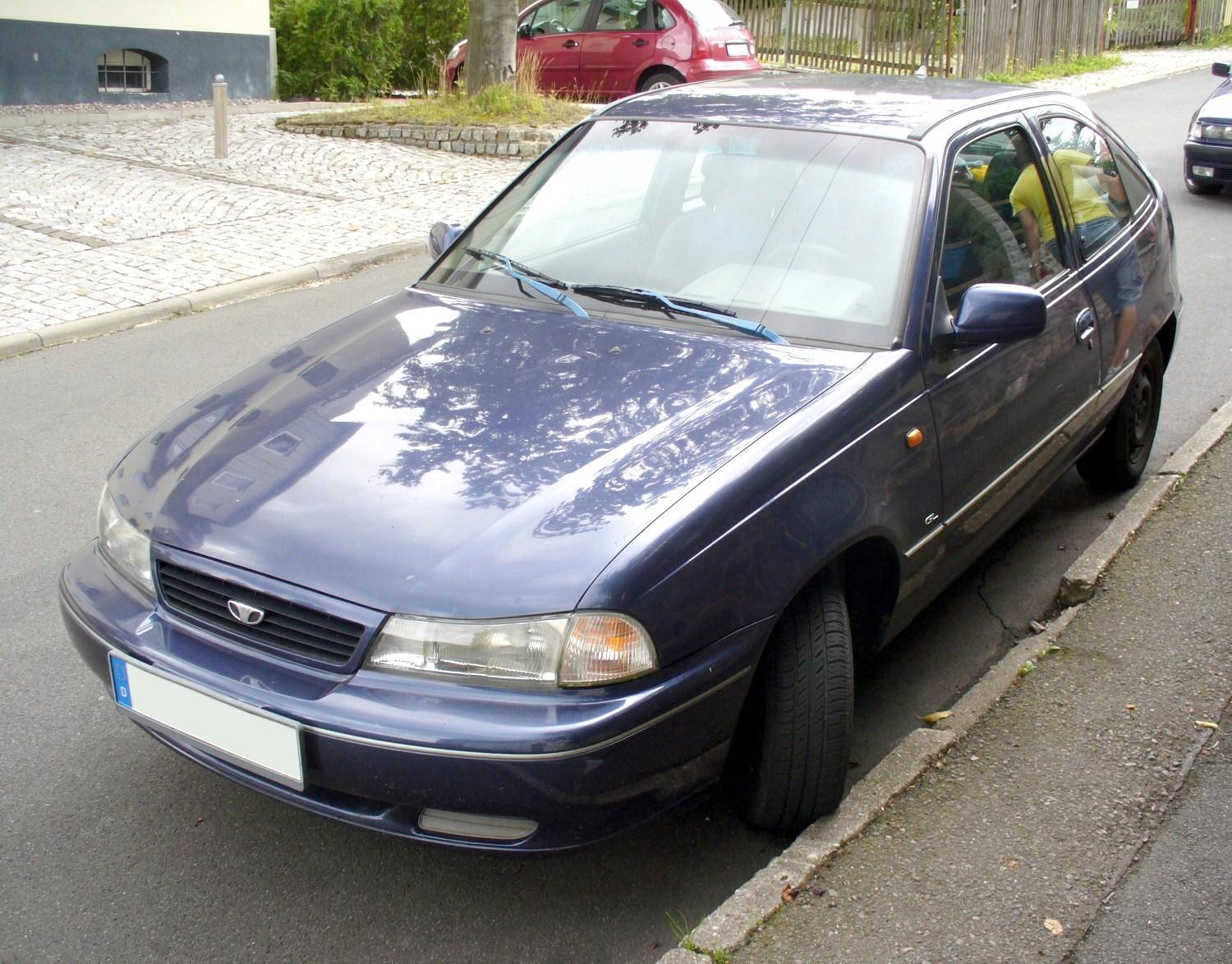
Daewoo Cielo/Nexia 3 portes.
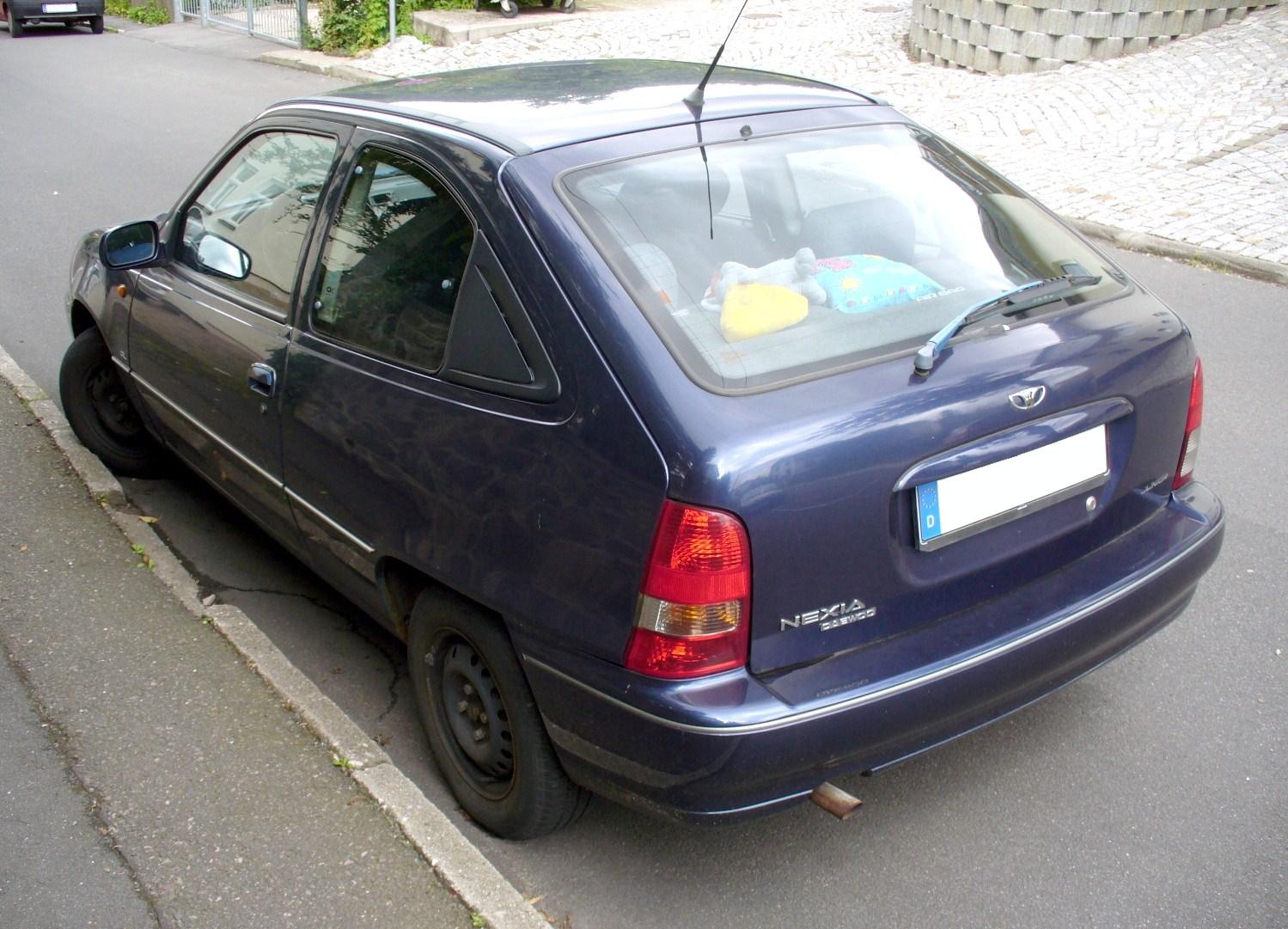
Daewoo Cielo/Nexia 3 portes.
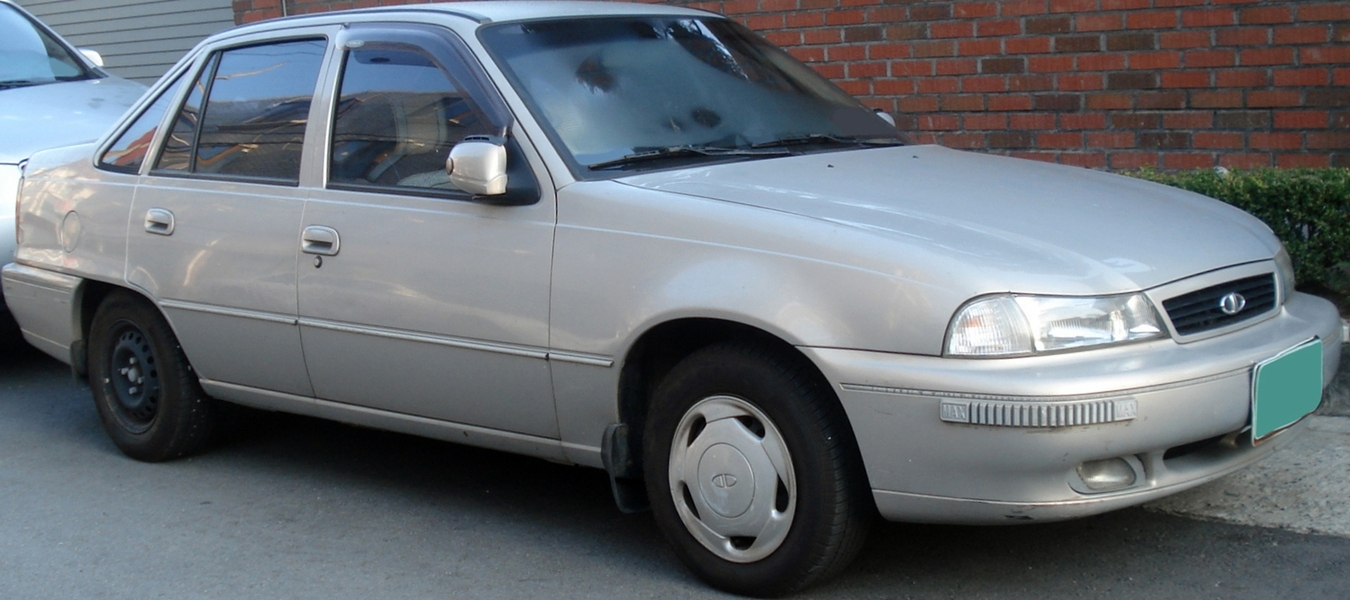
Daewoo Cielo/Nexia 4 portes Phase I.
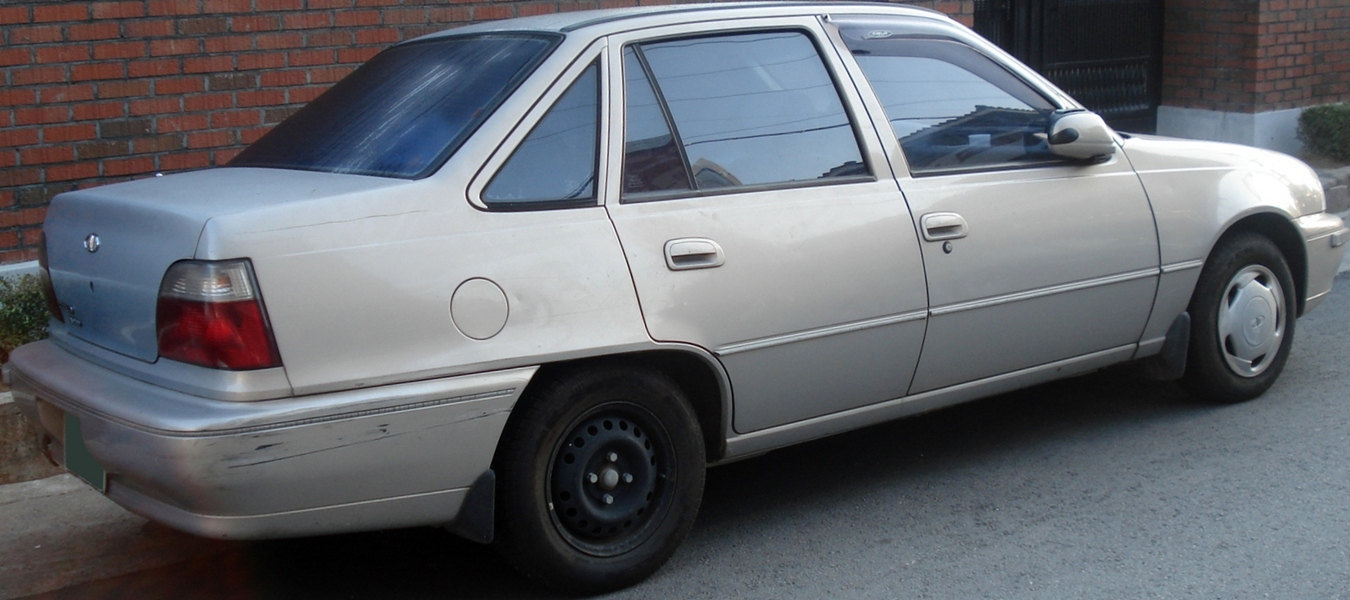
Daewoo Cielo/Nexia 4 portes Phase I.
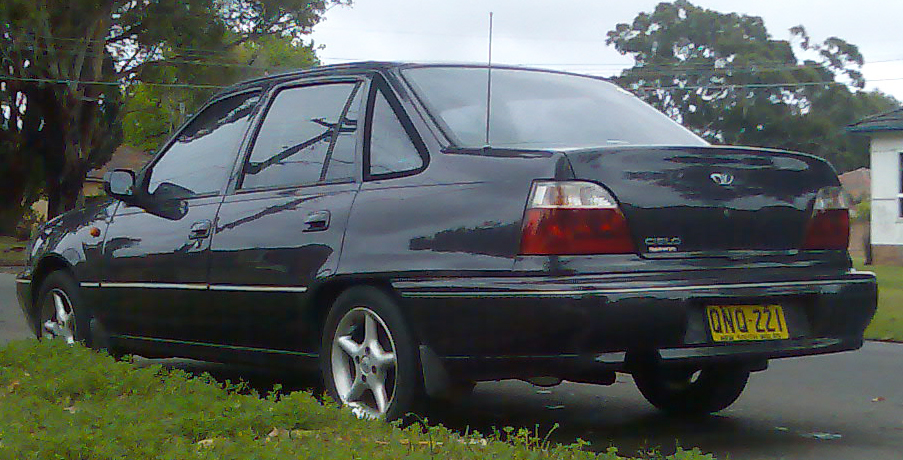
Arrière de la Daewoo Cielo.
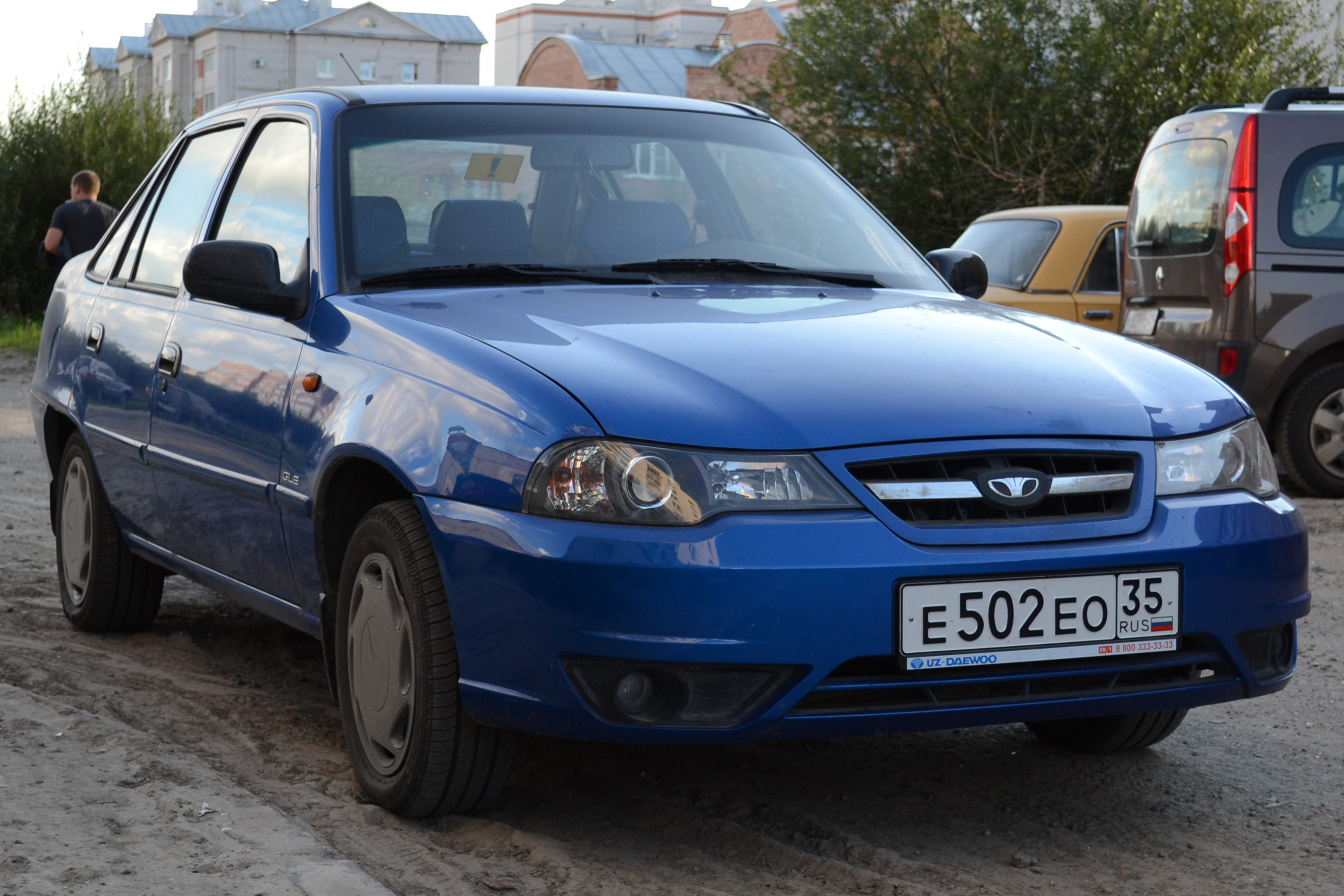
Daewoo Cielo/Nexia 4 portes Phase II.